# Dolný Kubín
Dolný Kubín (en hongrois : Alsókubin, en allemand : Unterkubin) est une ville de la région de Žilina en Slovaquie. Elle est le chef-lieu du district de Dolný Kubín et le centre de la vallée de l'Orava. En 2011, sa population était de 19 554 habitants.
Jusqu'au Traité de Trianon de 1920, la ville s'appelait Alsókubin et appartenait au royaume de Hongrie. Elle était située dans le comitat d'Árva et en était le siège. Son nom provient du surnom de Jakub, un patronyme slovaque.

## Localisation
La ville est située au nord du pays, sur les bords de la rivière Orava, au centre de la région de Žilina, à 52 kilomètres à l'est de Žilina et 19 kilomètres au nord de Ružomberok. On y accède par les routes principales 59 et 70. La ville est composée de neuf arrondissements : Beňova Lehota, Kňažia, Malý Bysterec, Medzihradné, Mokraď, Srňacie, Veľký Bysterec et Záskalie.

## Histoire

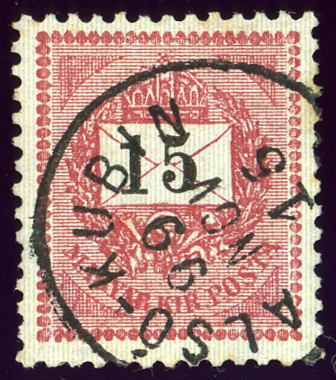
Timbre postal avec le nom ALSÓ-KUBIN, à l'époque où la ville faisait partie du royaume de Hongrie (1899)

Le territoire de la ville est habité depuis l'Antiquité. Sa plus ancienne mention remonte à 1235 sous le nom de Kolbin. C'est à cette époque que la ville s'est développée. Les traces écrites font état de différentes appellations de la cité : Kublen en 1314, Kubin en 1315, Also Helben en 1381, Clbin en 1391, Culbyn et Cublyn en 1408-1409. Au XVIe siècle, la ville a connu un renouveau avec l'installation entre autres d'artisans allemands. C'est en 1632 qu'Alsókubin a reçu le statut de ville et a eu le droit de tenir un marché l'année suivante. Elle est devenue le siège du comitat d'Árva en 1683. Au XVIIIe siècle, Alsókubin avait le statut de bourgade et était un centre artisanal important. En 1715, sa population était de 340 personnes. À cette époque, beaucoup de ses habitants produisaient du fromage, de l'huile de lin ou de la bière.
En 1796, Alsókubin est décrite ainsi : Alsó Kubin. Ville moyenne dans le comitat d'Árva. Appartient à la seigneurie d'Árva. Ses habitants sont catholiques et évangéliques. Son monument notable est l'Hôtel de région dont la façade porte l'inscription : "Incolite has aedes Pallas, s aequa Themis". Se trouve dans les environs des localités de Felső Kubin, Knyazsa et Puczó. À savoir qu'un pont au-dessus de l'Árva a été construit ici en l'an 1795. Ses richesses sont diverses.
La ville a subi plusieurs incendies au cours du temps, en 1834, 1893 et 1895. C'est ici que l'armée du commandant Beniczky a réprimé les armées révolutionnaires slovaques le 28 avril 1849. En 1872, la première institution financière, en 1888 la première école de commerce du comitat d'Árva a été ouverte.
En 1851, la ville est décrite ainsi : Kubin (Alsó-), bourgade slovaque dans le comitat d'Árva sur la rive gauche de l'Árva. 327 catholiques, 810 évangéliques, 124 juifs y habitent. Église catholique et évangélique ; synagogue. Un bel hôtel de région sert la ville, tout comme le pont en pierre au-dessus des eaux de l'Árva. De plus, on y trouve une auberge, une brasserie, une carrière de pierre, des marchés. Ses terres sont parmi les meilleures du comitat sur lesquelles poussent le blé et l'orge.

## Population
| Année:               | 1994.  | 2004.   | 2014.   | 2024.   |
| -------------------- | ------ | ------- | ------- | ------- |
| Nombre de personnes: | 19 464 | 19 883  | 19 291  | 17 540  |
| Différence:          |        | +2,15 % | -2,97 % | -9,07 % |

| Année:               | 2023.  | 2024.   |
| -------------------- | ------ | ------- |
| Nombre de personnes: | 17 600 | 17 540  |
| Différence:          |        | -0,34 % |

À travers l'histoire, la très grande majorité de la population de la ville était slovaque. C'est également le cas de nos jours où 97 % des habitants sont issus de cette ethnie.

## Tourisme
- Église paroissiale catholique en l'honneur de Catherine d'Alexandrie, construite au XIVe siècle puis rénovée dans un style néogothique en 1885-1886. Son autel date du XVIe siècle.
- Église évangélique, construite en 1893-1894 à l'emplacement d'une ancienne église détruite lors d'un incendie.
- L'ancienne mairie datant du XVIIe siècle dans un style baroque avec les armoiries du comitat d'Árva sur sa façade. Aujourd'hui, le bâtiment est un centre culturel.
- Le pont en pierre à colonnade au-dessus de l'Orava.

## Jumelages
- Braunau am Inn (Autriche)
- Eger (Hongrie)
- Kamianets-Podilskyï (Ukraine)
- Limanowa (Pologne)
- Pelhřimov (Tchéquie)
- Svendborg (Danemark)
- Trouskavets (Ukraine)
- Zawiercie (Pologne)
- Żywiec (Pologne)

## Personnalités
- Janko Matuška, le poète de l'hymne national de la Slovaquie est né ici en 1821.
- Le poète et dramaturge slovaque Pavol Országh Hviezdoslav est mort ici en 1921. Il repose au cimetière de la ville, une statue commémorative a été inaugurée sur la place centrale.
- Le champion cycliste Peter Sagan, et sa femme Katarina Smolkova se sont mariés dans cette ville, en novembre 2015.

## Sport
- MFK Dynamo Dolný Kubín, club de football évoluant en deuxième division slovaque.
- MHK Dolný Kubín, club de hockey sur glace évoluant également en deuxième division slovaque.